# Duché de Mecklembourg-Güstrow
1621–1695
Entités précédentes :
- Duché de Mecklembourg

Entités suivantes :
- Duché de Mecklembourg

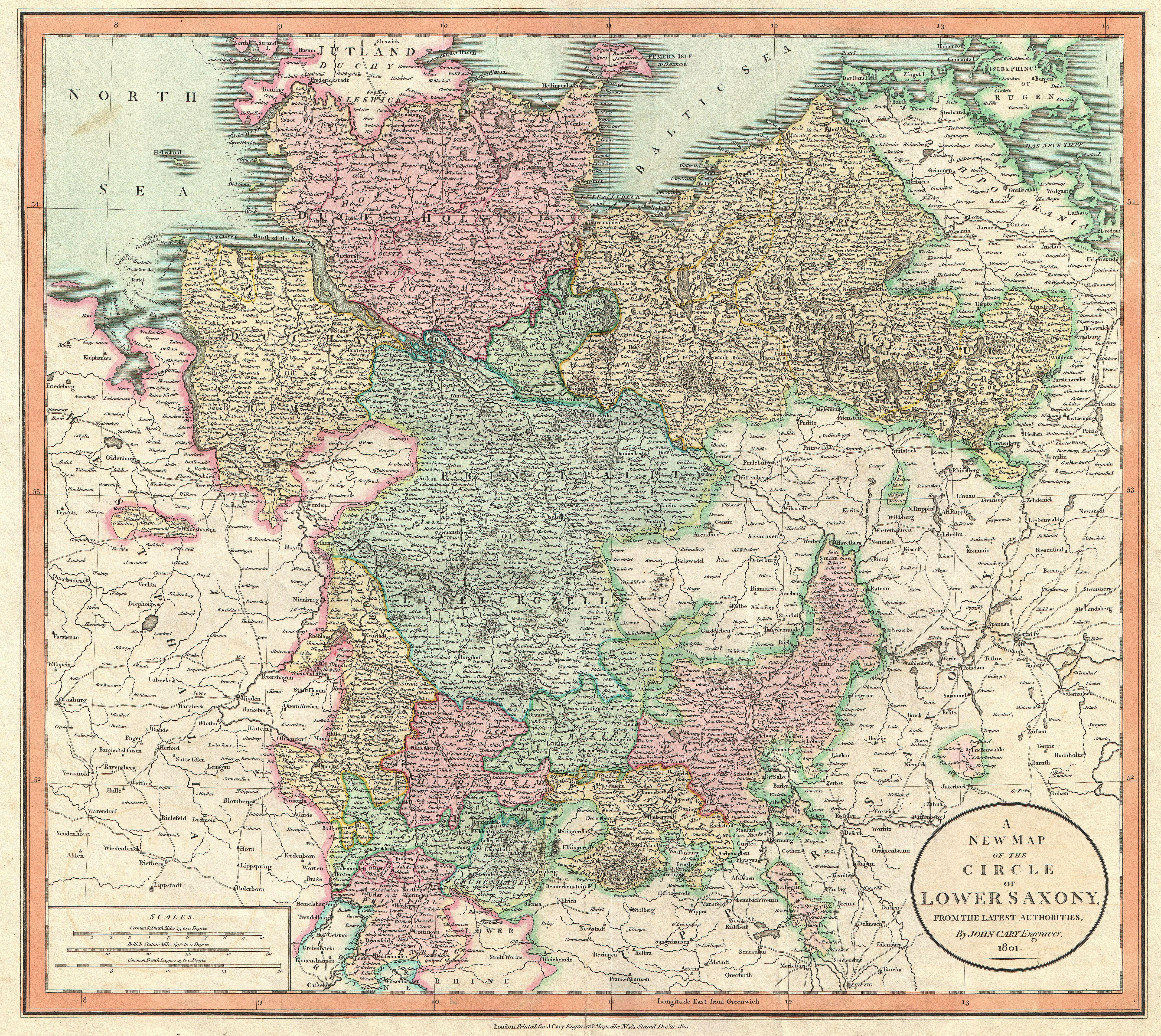
Le duché de Mecklembourg-Güstrow (en jaune) dans le cercle de Basse-Saxe.

Le duché de Mecklembourg-Güstrow (en allemand : Herzogtum Mecklenburg-Güstrow) fut un État du Saint-Empire issue d'une scission du duché de Mecklembourg en 1621. Les ducs de la maison de Mecklembourg transférèrent leur résidence au château de Güstrow. Ce duché a existé jusqu'à l'extinction de la branche en 1695. 
En 1701, un nouveau partage successoral fixait essentiellement les frontières des duchés de Mecklembourg-Schwerin et Mecklembourg-Strelitz pour les siècles à venir. 

## Géographie
Le territoire du Mecklembourg-Güstrow, issu de l'ancienne principauté de Werle, comprenait la moitié orientale du pays de Mecklembourg situé sur les rives de la mer Baltique dans le nord de la Germanie. Il était attenant avec le duché de Poméranie (l'actuelle Poméranie occidentale) au nord-est et avec la marche de Brandebourg au sud. 
Lors du partage de 1621, le duc Jean-Albert II de Mecklembourg-Güstrow reçut les domaines de Güstrow, Ribnitz, Schwaan, Dargun, Gnoien, Neukalen, Plau, Stargard, Stavenhagen, Boizenburg, Broda, Feldberg, Fürstenberg, Goldberg, Ivenack, Strelitz, Wanzka, Wesenberg et Wredenhagen, ainsi que les villes de Friedland, Krakow, Laage, Malchin, Marlow, Neubrandenbourg, Penzlin, Röbel, Sülze, Teterow et Woldegk. 

## Histoire

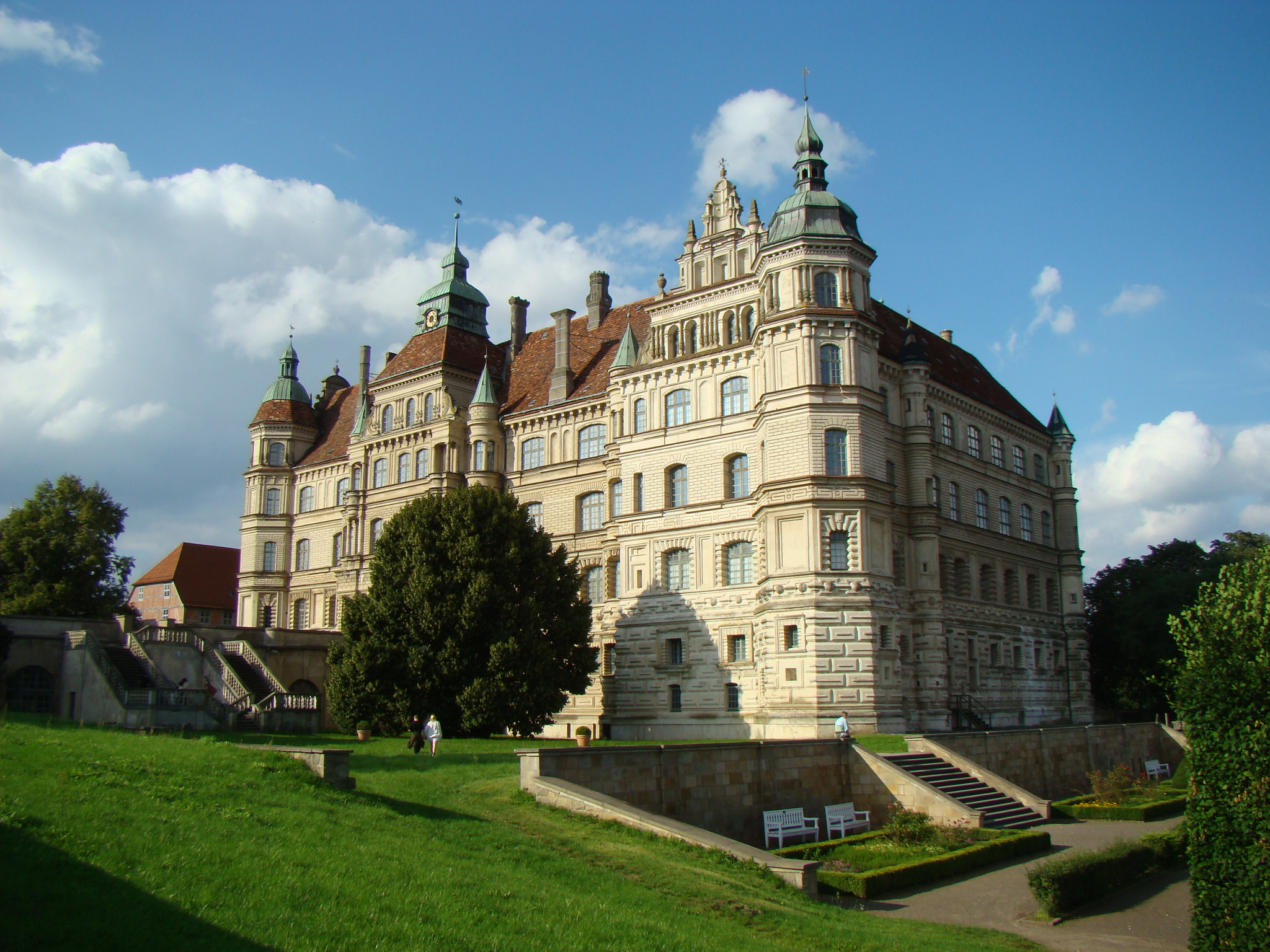
Le château de Güstrow.

Le Mecklembourg-Güstrow eut jadis une brève existence avec quelques interruptions, à la mort du duc Henri IV de Mecklembourg en 1477 et après le décès de Magnus II de Mecklembourg en 1503. Les deux fils de Magnus, Henri V et Albert régnèrent au début conjointement sur le Mecklembourg, mais Albert se prononça pour une division du duché. L'accord de Neubrandenbourg, signé le 7 mai 1520, donna à Henri V la seigneurie de Schwerin et à Albert VII la seigneurie de Güstrow. À partir de 1523, la Réforme protestante fit son entrée dans les pays, surtout dans la forme particulière du luthéranisme.
À la mort du duc Charles Ier de Mecklembourg-Güstrow en 1610, son pays revint à ses cousins Adolphe-Frédéric et Jean-Albert II de la ligne de Mecklembourg-Schwerin. En 1621, leur duché est pour la deuxième fois partagé en réalité entre les lignes de Mecklembourg-Schwerin et de Mecklembourg-Güstrow, ces deux principautés portent le nom de la résidence principale de chaque duc, Schwerin et Güstrow. À cette époque, au début de la guerre de Trente Ans, le duc Jean-Albert II de Mecklembourg-Güstrow et son frère ont essayé à préserver la neutralité. Néanmoins, à l'approche de l'armée impériale en 1625, ils conclurent une alliance avec les souverains de Brunswick-Wolfenbüttel, de Duché de Poméranie, de Brandebourg et de Holstein, tous sous la bannière du roi Christian IV de Danemark. Après que les Danois furent vaincus par les forces catholiques du Saint-Empire à la bataille de Lutter en 1626, les ducs de Mecklembourg étaient mis au ban et destitués par l'empereur Ferdinand II de Habsbourg. 

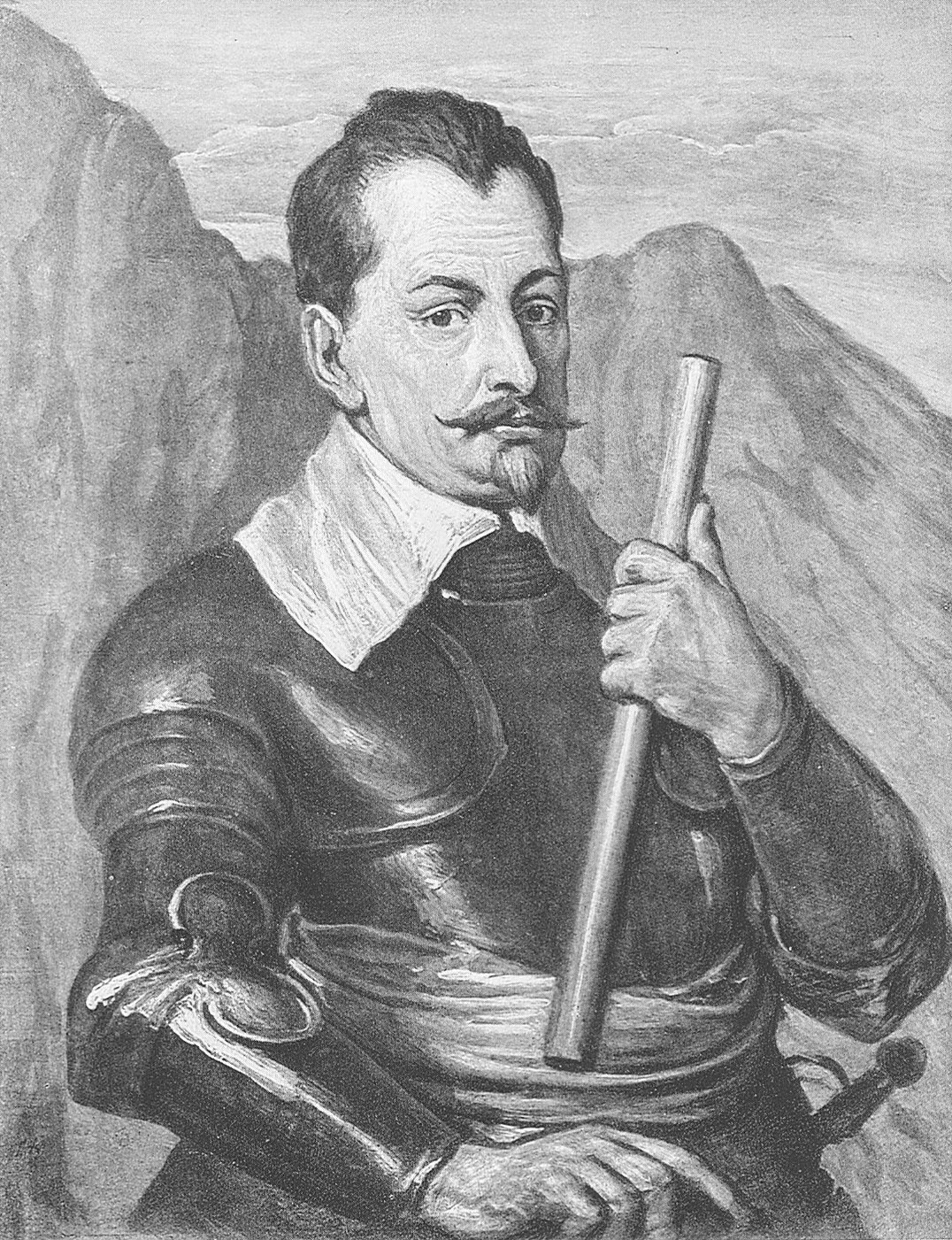
Albrecht von Wallenstein, portrait par Antoine van Dyck (v. 1641).

Les duchés de Mecklembourg-Schwerin et Mecklembourg-Güstrow furent confisqués en 1628 ; l'empereur assigna les fiefs à son général Albrecht von Wallenstein qui devint duc de Mecklembourg résidant au château de Güstrow. Durant son court règne, Wallenstein s'avère un souverain capable et réformiste ; cependant, au bout de deux ans, les forces de Gustave II Adolphe attaquèrent le pays et le roi suédois rétablit le règne des ducs de Mecklembourg. En association avec les Suédois, Jean-Albert II a pu reconquérir les forteresses de Neubrandenbourg et de Plau ; en 1632, la garnison impériale à Wismar a capitulé. Par traité conlu le 29 février 1632, les ducs de Mecklembourg durent céder les bases militaires à Warnemünde et à Wismar aux Suédois.
En 1635, les ducs de Mecklembourg deviennent parties contractantes à la paix de Prague et sont de nouveau reconnus par l'empereur. En contrepartie, les troupes suédoises sont à nouveau intervenues ; ils pillèrent les domaines et se sont livrés à des combats avec l'armée impériale. Finalament, sous les dispositions des traités de Westphalie conclus en 1648, la ville de Wismar avec Neukloster et l'île de Poel resta la propriété de la Suède. Les ducs étaient dédommagés pour cela par des zones sécularisées. 
Le Mecklembourg-Güstrow était dévasté et pratiquement vidé de ses habitants, de nombreuses villes étaient en ruines et le commerce s'était effondré. Les ducs s'efforcent de rétablir la vie économique ; toutefois, en dépit d'un afflux d'immigrés, les structures démographiques étaient fragiles et les paysans ont été soumis aux conditions du servage. Peu d'années plus tard, de 1658 jusqu'à la conclusion du traité d'Oliva en 1660, la première guerre du Nord a de nouveau provoqué des affrontements armés. Durant la guerre de Scanie, de 1675 à 1679, les forces du Brandebourg et du royaume de Danemark ont occupé les domaines. 
Au bout de deux générations seulement, la lignée masculine de Mecklembourg-Güstrow s'éteignit au décès du duc Gustave-Adolphe le 6 octobre 1695. Des graves divergences juridiques apparurent alors entre les membres de la maison de Mecklembourg. Une polémique grave concernant l'héritage dura plusieurs années, elle prit parfois une forme de guerre civile, ce qui a nécessité l'intervention des États du Cercle de Basse-Saxe.
Après de longues négociations, un acte de succession fut signé à Hambourg le 8 mars 1701. Les signataires de cet accord furent le duc Frédéric-Guillaume de Mecklembourg-Schwerin et Adolphe-Frédéric II de Mecklembourg-Strelitz. Une partie de Güstrow fut cédée à Frédéric-Guillaume, l'autre partie à Adolphe-Frédéric, cette seconde partie forma le Mecklembourg-Strelitz.

## Liste des ducs de Mecklembourg-Güstrow
- 1477-1483 : Albert VI, fils aîné du duc Henri IV de Mecklembourg.

- 1520-1547 : Albert VII de Mecklembourg-Güstrow, fils cadet du duc Magnus II de Mecklembourg († 1503) ;
- 1547-1556 : Jean-Albert Ier, son fils aîné ;
- 1556-1603 : Ulrich, son frère, fils cadet d'Albert VII ;
- 1603-1610 : Charles Ier, son frère, fils cadet d'Albert VII.

- 1610-1628 : Jean Albert II, fils cadet du duc Jean VII de Mecklembourg-Schwerin ;
- 1628-1631 : Albrecht von Wallenstein ;
- 1631-1636 : Jean Albert II, à nouveau ;
- 1636-1695 : Gustave-Adolphe, son fils.